# Konstantin Fjodorowitsch Butenew
Konstantin Fjodorowitsch Butenew (russisch Константин Фёдорович Бутенев; * 9. Maijul. / 21. Mai 1805greg. in Petrosawodsk; † 9. Dezemberjul. / 21. Dezember 1869greg. in St. Petersburg) war ein russischer Bergbauingenieur.

## Leben
Butenews adliger Vater Fjodor Iwanowitsch Butenew war Mitglied des Direktoriums der Olonezer Bergbau-Betriebe. Butenew schloss die Ausbildung im Bergbau-Kadettenkorps 1826 als Berggeschworener XII. Klasse mit einer kleinen Hammermedaille ab. Darauf arbeitete er in den Slatouster Hüttenwerken und war Aufseher der Goldgruben des Miasser Werks. 1827 gehörte er zur Expedition A. F. Grammatschikows, die im Gouvernement Olonez die Woizy-Goldgrube untersuchte. 1828 wurde er Forstaufseher der Olonezer Bergbau-Betriebe.
1829 wurde Butenew auf Anweisung des Direktors des Departements für Bergbau und Salzangelegenheiten Jegor Wassiljewitsch Karnejew zur Verbesserung seiner theoretischen und praktischen Fähigkeiten ins Ausland geschickt. Butenew studierte an der Bergakademie Freiberg und besuchte fast alle Bergwerke und Hüttenwerke in Deutschland, Ungarn und Siebenbürgen. Er stand in brieflichem Kontakt mit dem nach Petrosawodsk verbannten Schriftsteller und Dekabristen Fjodor Nikolajewitsch Glinka.
Nach der Rückkehr 1832 lehrte Butenew am St. Petersburger Bergbau-Institut Bergbaukunst, Markscheidewesen und Bergbau-Statistik. 1838 wurde er Redakteur der kurz zuvor von Finanzminister Georg Cancrin gegründeten Wochenzeitung mit Manufaktur- und Bergwerksnachrichten.
Als 1841 im Ersten Anglo-Afghanischen Krieg britische Truppen sich dem linken Ufer des Amudarja näherten, schickte die russische Regierung auf Einladung des Emirs Nasrullah von Buchara eine Mission, die als Buchara-Expedition 1841 bekannt wurde. Geleitet wurde die Mission von Butenew, der zum Oberstleutnant befördert worden war. Während des Aufenthalts der russischen Mission in Buchara befanden sich dort die britischen Offiziere Charles Stoddart und Arthur Conolly in Gefangenschaft. Auf Bitte der britischen Regierung beauftragte die russische Regierung Butenew, sich beim Emir für die Freilassung der beiden Offiziere einzusetzen. Butenews Gesuch wurde jedoch abgelehnt. Im April 1842 verließ Butenew mit seinen Mitarbeitern Buchara. Im Juni 1842 wurden Stoddart und Conolly wegen angeblicher  Spionage in Buchara enthauptet.
Im Juni 1842 erreichte Butenew mit der Mission Orenburg. Politisch hatte die Mission keine Ergebnisse gebracht. Die Missionsmitglieder veröffentlichten wertvolle naturhistorische und geographische Arbeiten über Buchara. Butenew selbst veröffentlichte 1842 eine Reihe von Artikeln über die Mineralogie und Meteorologie sowie das Münzwesen Bucharas.
Ab 1843 arbeitete Butenew im St. Petersburger Münzhof. 1853 wurde er Direktor des St. Petersburger Instituts für Praktische Technologie. 1858 wurde er Chef des St. Petersburger Münzhofs. 1863 ging er als Generalleutnant in den Ruhestand.
Der Bergbauingenieur Nikolai Fjodorowitsch Butenew war Butenews älterer Bruder.